# Wiefelstede
Wiefelstede è un comune di 16 167 abitanti, della Bassa Sassonia, in Germania.
Appartiene al circondario (Landkreis) dell'Ammerland (targa WST).

## Amministrazione

### Gemellaggi
Wiefelstede è gemellata con:
- Chocz, dal 2003